# Jaligny-sur-Besbre
Jaligny-sur-Besbre je naselje in občina v osrednjem francoskem departmaju Allier regije Auvergne. Leta 2011 je naselje imelo 610 prebivalcev.

## Geografija
Kraj leži v pokrajini Bourbonnais ob reki Besbre, 40 km severovzhodno od Vichyja.

## Administracija
Jaligny-sur-Besbre je sedež istoimenskega kantona, v katerega so poleg njegove vključene še občine Bert, Châtelperron, Chavroches, Cindré, Liernolles, Saint-Léon, Sorbier, Thionne, Treteau, Trézelles in Varennes-sur-Tèche s 4.280 prebivalci.
Kanton je sestavni del okrožja Vichy.

## Zgodovina
Ime kraja izhaja iz latinskega Castrum Gallinici (Jaliniacum, Jaligniacus v 11. stoletju). Sedanje ime nosi od 20. novembra 1967.
Ustanovljeno je bilo leta 67 kot utrjen kraj preko reke Besbre.

## Zanimivosti
- cerkev sv. Hipolita iz 11. do 15. stoletja,
- renesančni grad iz konca 15. stoletja, zgrajen na mestu starodavne zgradbe
- ostanki fortifikacije iz časa pred 12. stoletjem.